# Freezer cut
Il freezer cut è un metodo di stratificazione artificiale utilizzato per la semina di svariate tipologie di piante, ad esempio delle piante carnivore.
Le piante che vivono in climi in cui le stagioni provocano forti sbalzi di clima, infatti, producono semi rivestiti da uno spesso tegumento, che li protegge da parassiti ed intemperie.
Tale tegumento, in natura, si indebolisce via via con l'alternarsi di temperature più o meno basse durante la stagione invernale, per poi arrivare in primavera pronto alla germinazione.
È per questo motivo che i coltivatori utilizzano a volte un metodo artificiale, detto di freezer cut, per velocizzare il processo di stratificazione e preparare i semi (precedentemente disidratati per la conservazione) alla germinazione in soli pochi giorni.
Tale processo si può descrivere fondamentalmente mediante 3 fasi:
- Idratazione: 
  - In questa fase il seme viene immerso in un contenitore pieno d'acqua, affinché il tegumento possa assorbire liquidi e idratarsi completamente. Questa prima fase può durare dalle 24 alle 72 ore.
- Congelamento:
  - Il seme, ora ben idratato, viene messo in una garza, possibilmente sterile per evitare attacchi di parassiti o infezioni fungine, e posto in freezer per un periodo compreso tra le 24 e le 48 ore. In questo modo l'acqua presente nel tegumento, espandendosi durante il passaggio di stato, provocherà delle microlesioni sulla superficie del seme stesso.
- Scongelamento e semina
  - Lo scongelamento, come si può facilmente intuire, consiste esclusivamente nel porre il seme a temperatura ambiente per circa un giorno, al fine di favorire il discioglimento dei liquidi contenuti in esso e di ripristinare una temperatura adeguata per i processi vitali del seme stesso. Dopo questa fase, il seme può essere seminato secondo i metodi adatti alla pianta che da esso germinerà.